# 川西瑞香
川西瑞香（学名：Daphne gemmata）为瑞香科瑞香属下的一个种。

## 扩展阅读
- 維基物種上的相關：川西瑞香